# Zbrodnia w Bryńcach Zagórnych
Zbrodnia w Bryńcach Zagórnych – zbrodnia popełniona 22 maja 1944 roku przez oddział Ukraińskiej Powstańczej Armii przy wsparciu miejscowych chłopów ukraińskich na polskich mieszkańcach wsi Bryńce Zagórne położonej w powiecie bóbreckim województwa lwowskiego. 
Napad na miejscowość nastąpił około godziny 5 rano. Pierwszą ofiarą był chłopiec wyganiający konie na pastwisko. Następnie napastnicy rozbiegli się po niebronionej wsi, mordując ludność polską bez względu na płeć i wiek oraz rabując i podpalając domy. Spalony został także kościół parafialny. Część ofiar torturowano przed śmiercią. Zginęło od 120 do 145 osób, 25 zostało rannych lub poparzonych. 
W 2012 roku powstał film dokumentalny pt. Wybranówka, opowiadający m.in. o historii kościoła w Bryńcach Zagórnych.